# Cubla de Gambie
Dryoscopus gambensis
Espèce
Statut de conservation UICN

 LC  : Préoccupation mineure
Le Cubla de Gambie (Dryoscopus gambensis) est une espèce d’oiseaux d'Afrique appartenant à la famille des Malaconotidae.

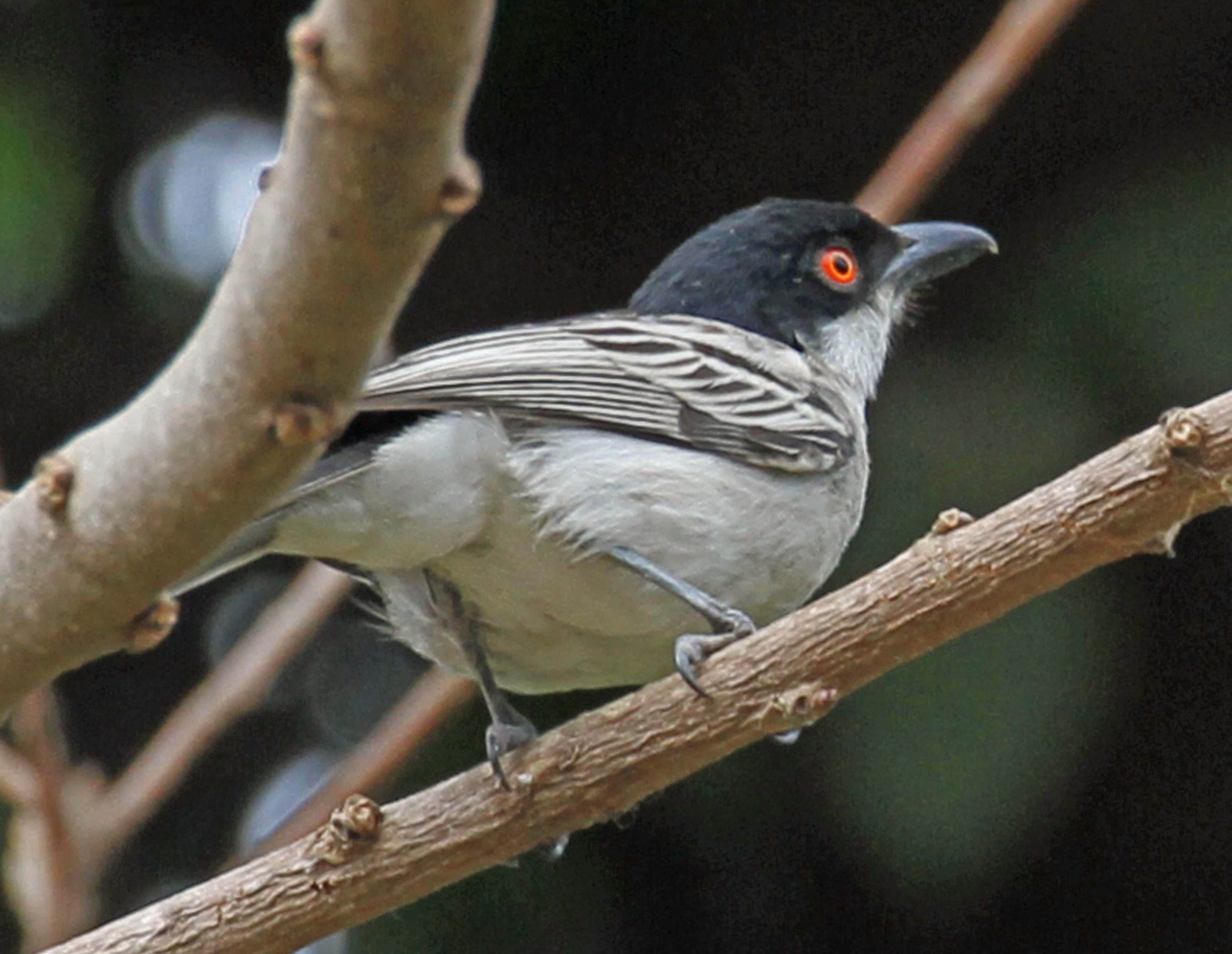
Un cubla de Gambie mâle en Gambie.

## Répartition
Cette espèce vit dans presque toute l'Afrique tropicale : en Angola, au Bénin, au Burkina Faso, au Burundi, au Cameroun, en Côte d'Ivoire, en Érythrée, en Éthiopie, au Gabon, en Gambie, au Ghana, en Guinée, en Guinée-Bissau, en Guinée équatoriale, au Kenya, au Liberia, au Mali, en Mauritanie, au Niger, au Nigeria, en Ouganda, en République centrafricaine, en République du Congo, en République démocratique du Congo, au Rwanda, au Sénégal, en Sierra Leone, en Somalie, au Soudan, en Tanzanie, au Tchad et au Togo.